# Basilique-sanctuaire Madonna delle Lacrime
La basilique-sanctuaire  Madonna delle Lacrime est un sanctuaire marial dans la commune de Syracuse, en Italie, dédié à la Vierge des Larmes.

## Histoire et description de l'édifice
La construction d'un sanctuaire a été décidée pour conserver et vénérer une effigie de la Vierge Marie qui avait été l'objet de plusieurs lacrimations déclarées miraculeuses et qui a donné naissance au culte de la Vierge des Larmes.
Le projet a été lancé par un concours international auquel cent firmes d'architecture ont participé et que les architectes Michel Andrault et Pierre Parat ont remporté en 1957. L'ingénieur principal en a été Riccardo Morandi. Sa réalisation a commencé en 1966 et s'est terminée 28 ans plus tard. Le retard s'explique en partie par le fait que les excavations pour les fondations ont mis au jour une zone d'habitation du VIe siècle av. J.-C., ainsi que la principale voie de communication du quartier d'Acradina (it).

### Description
L'édifice comprend deux niveaux (le sanctuaire et la crypte) surmontés d'un toit de forme conique, nervuré, en béton armé, de 103 mètres de hauteur totale. La hauteur intérieure est de 94,30 mètres et la pointe du cône est couronnée d'une statue de la Madone en bronze.
L'intérieur du sanctuaire a un diamètre de 71,40 mètres (sans les chapelles attenantes) et peut accueillir 11 000 personnes debout et environ 6 000 assises. L'autel a été réalisé en marbre blanc et en pierre de Modica ; il est surmonté de l'effigie miraculeuse de la Madone et d'une croix du XVIIIe siècle.
Le sanctuaire a été inauguré le 6 novembre 1994 par le pape Jean-Paul II, invité par Giuseppe Costanzo (it), archevêque de Syracuse.

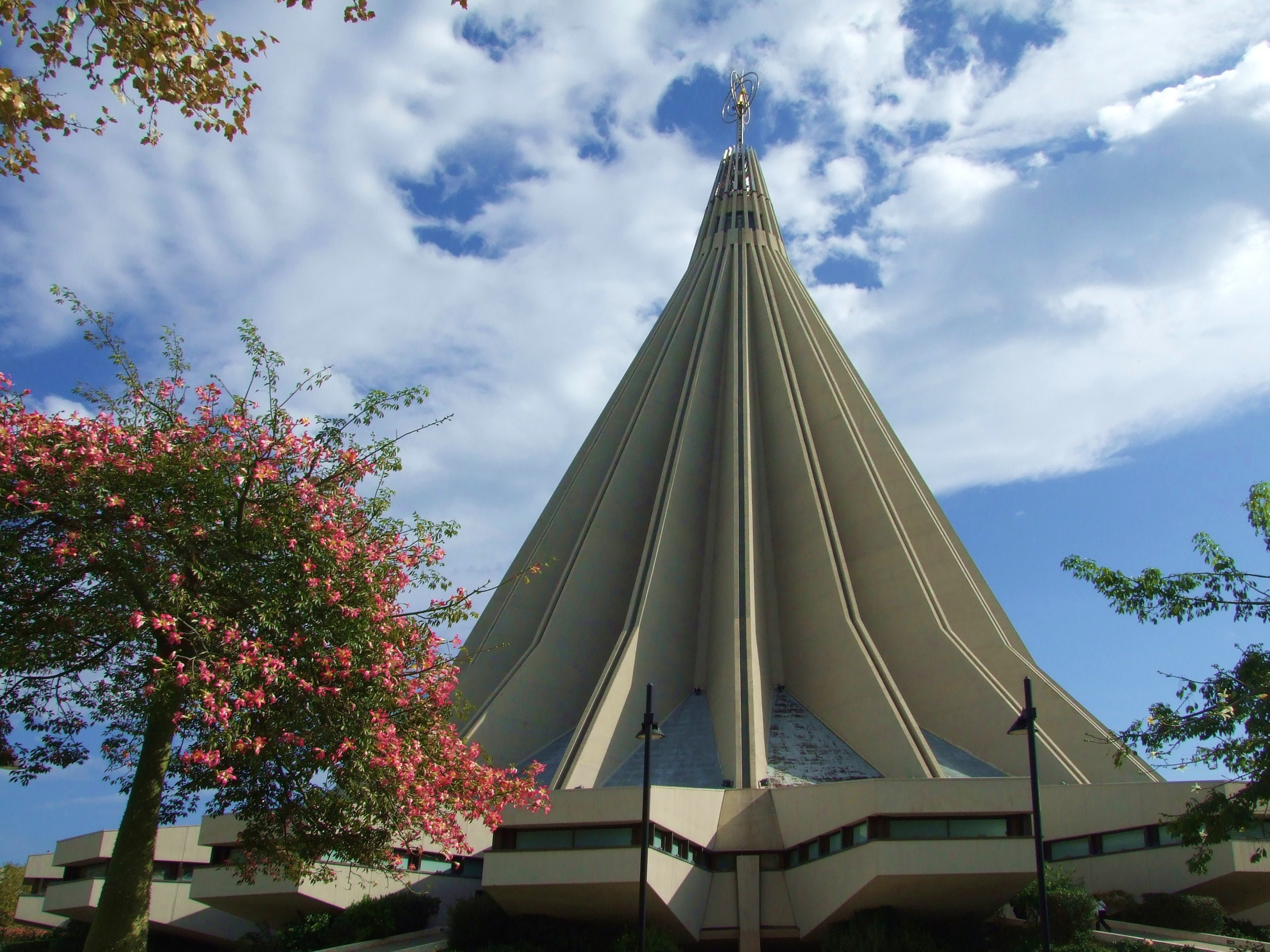
Toit de la basilique.
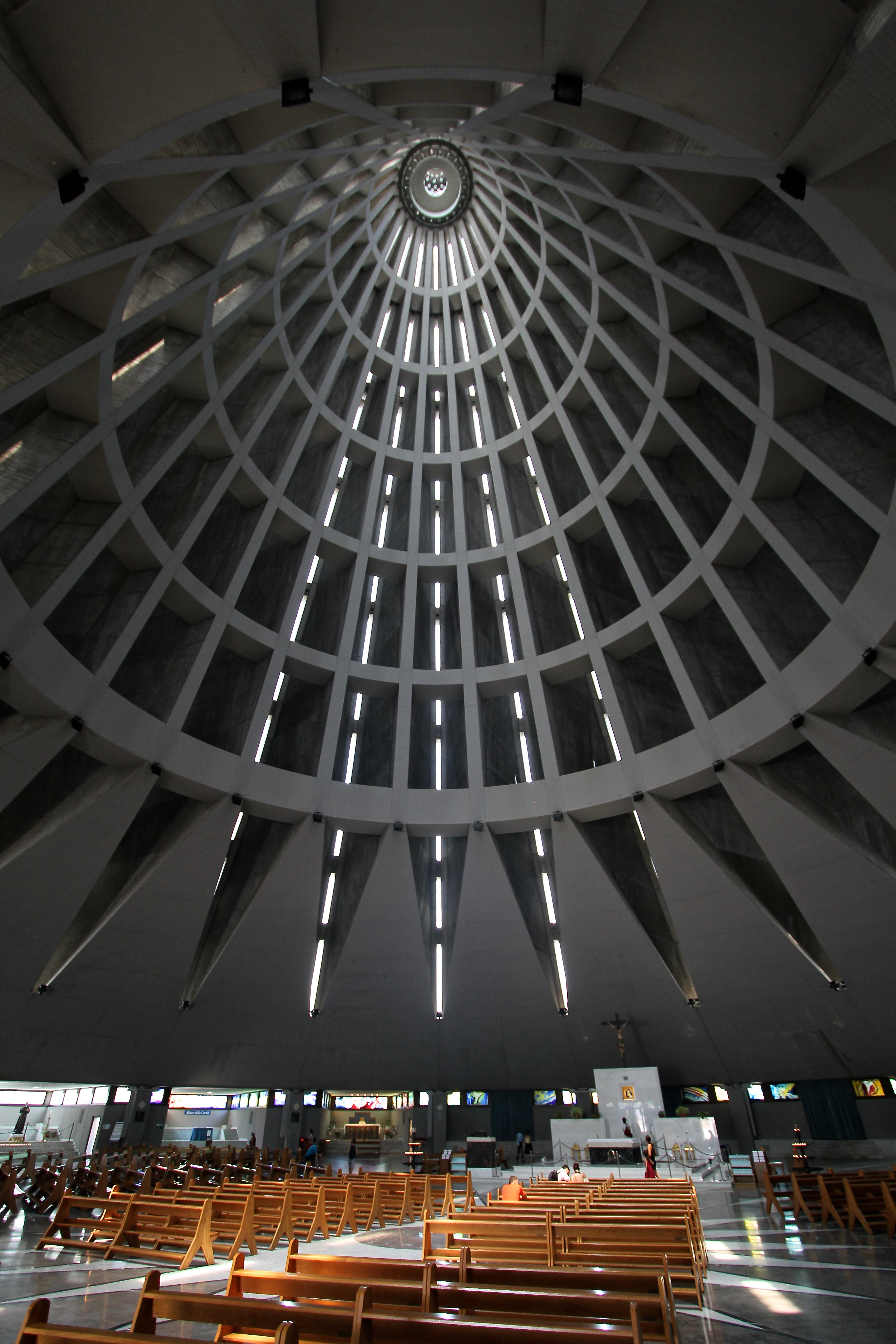
Sanctuaire.
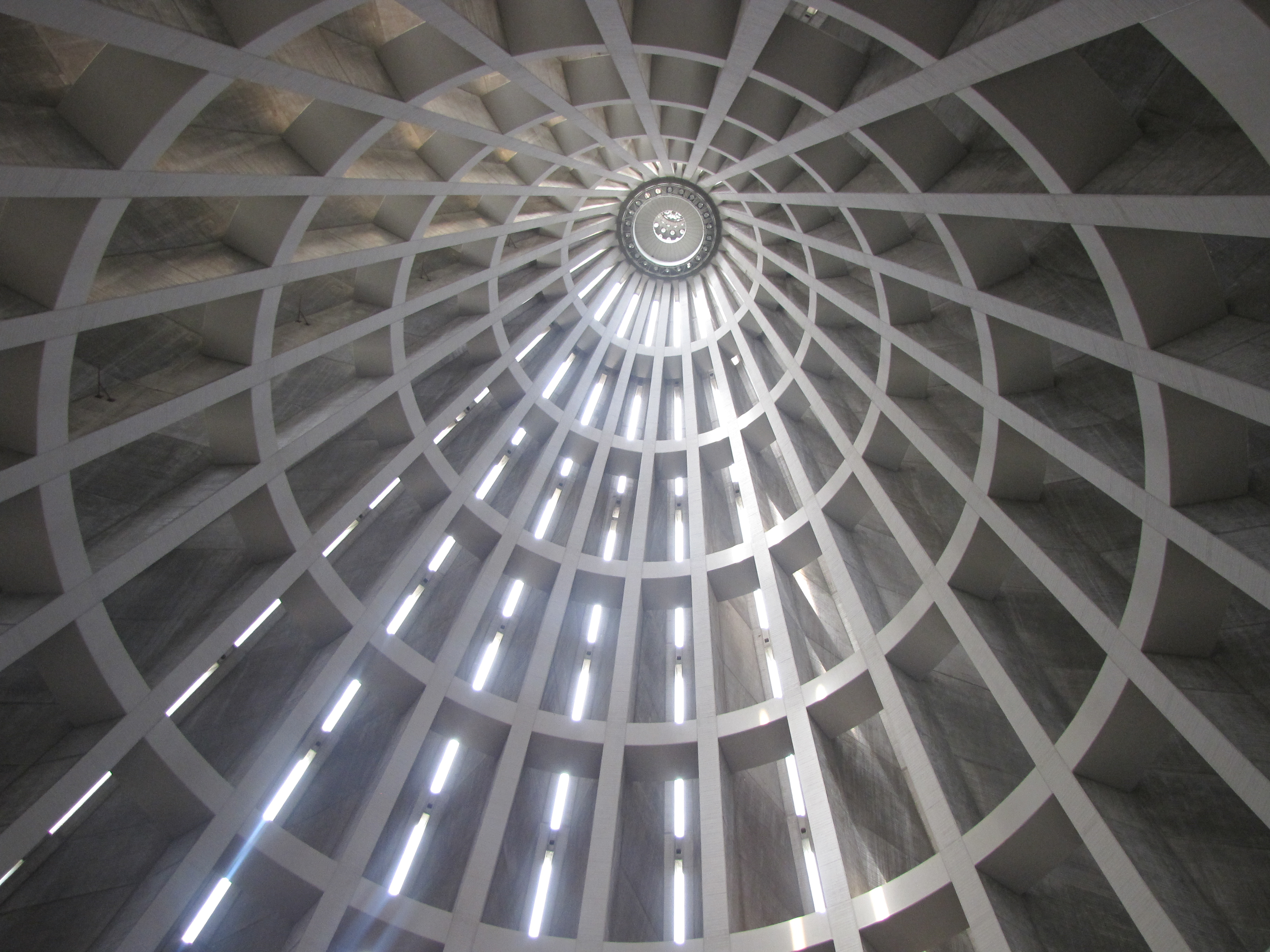
Vue de l'intérieur.

La crypte a été consacrée en 1968 par Giuseppe Bonfiglioli, archevêque de Syracuse et inaugurée la même année par Francesco Carpino, archevêque de Palerme. Son diamètre externe est de 80 mètres et elle peut accueillir 3 000 personnes assises. L'autel est en granit rose. Dans la crypte est conservée la fiole contenant les larmes analysées pour confirmer le miracle. La crypte est entourée de chapelles ainsi que d'une salle où sont rassemblés les ex-voto des fidèles. La crypte comprend également les vestiges d'un hypogée de l'Antiquité tardive sous lequel se trouvent deux salles gréco-romaines.

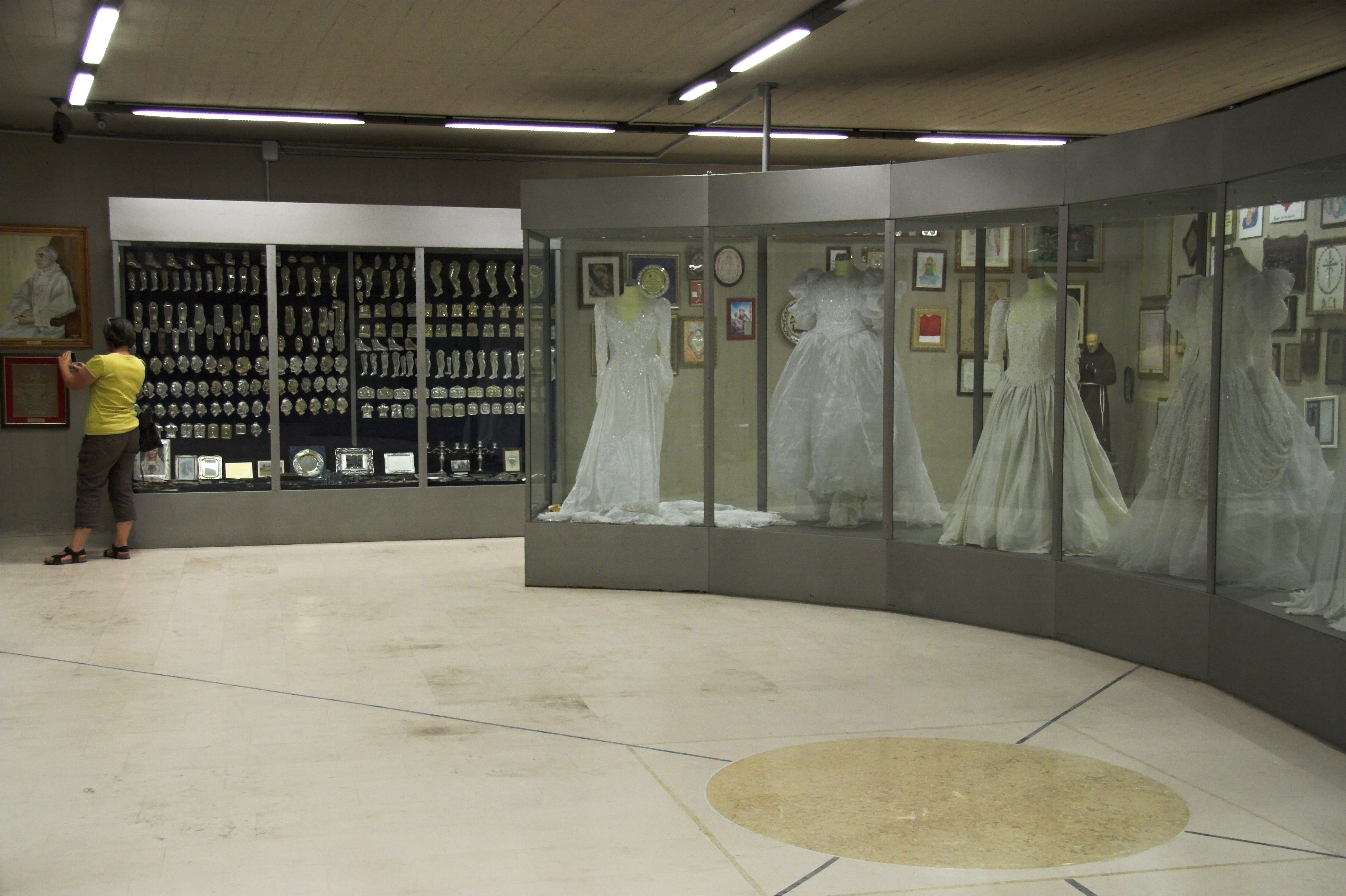
Collection d'ex-voto.
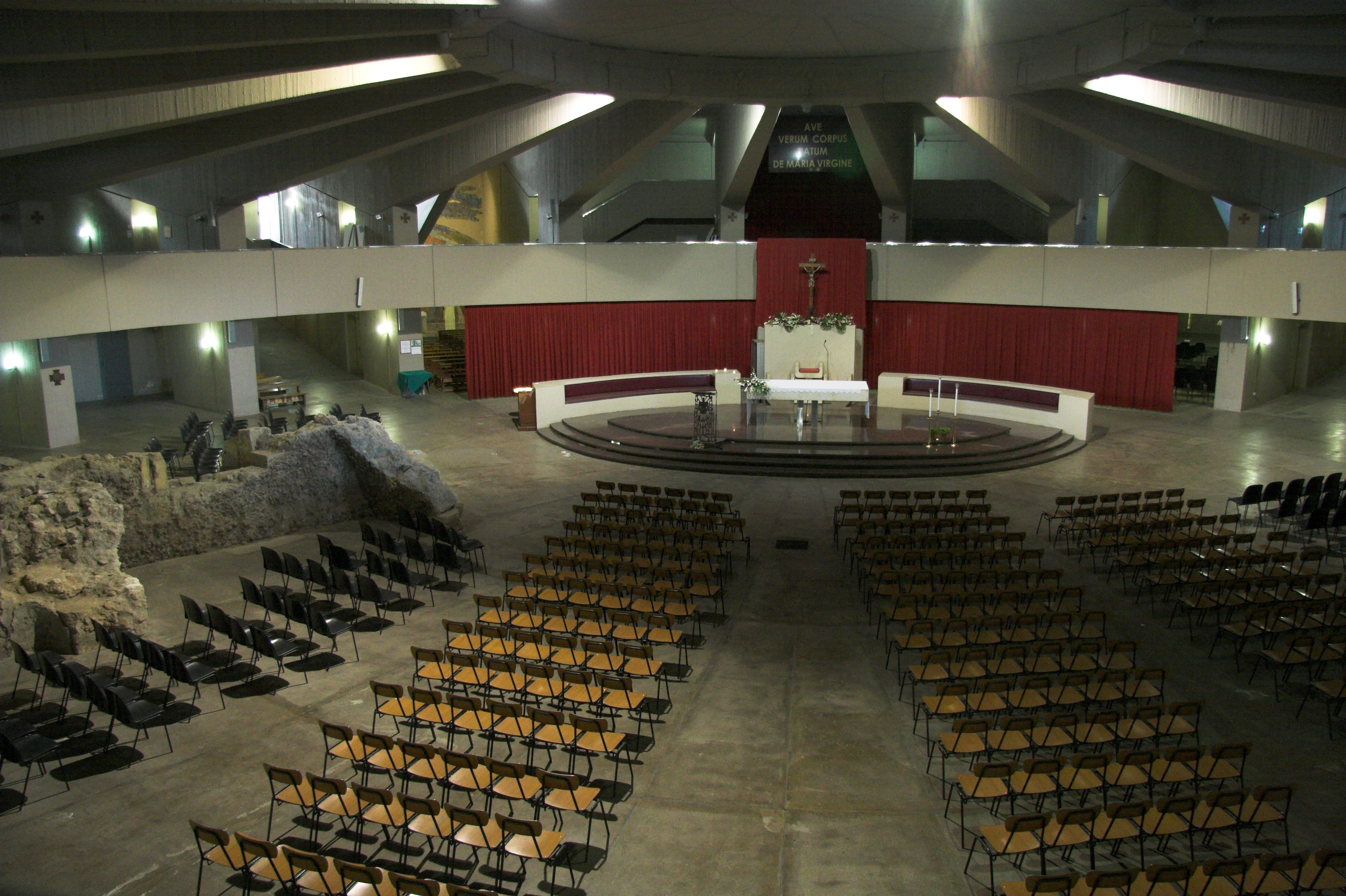
Sur la gauche, vestige d'un sanctuaire (à Déméter ?).
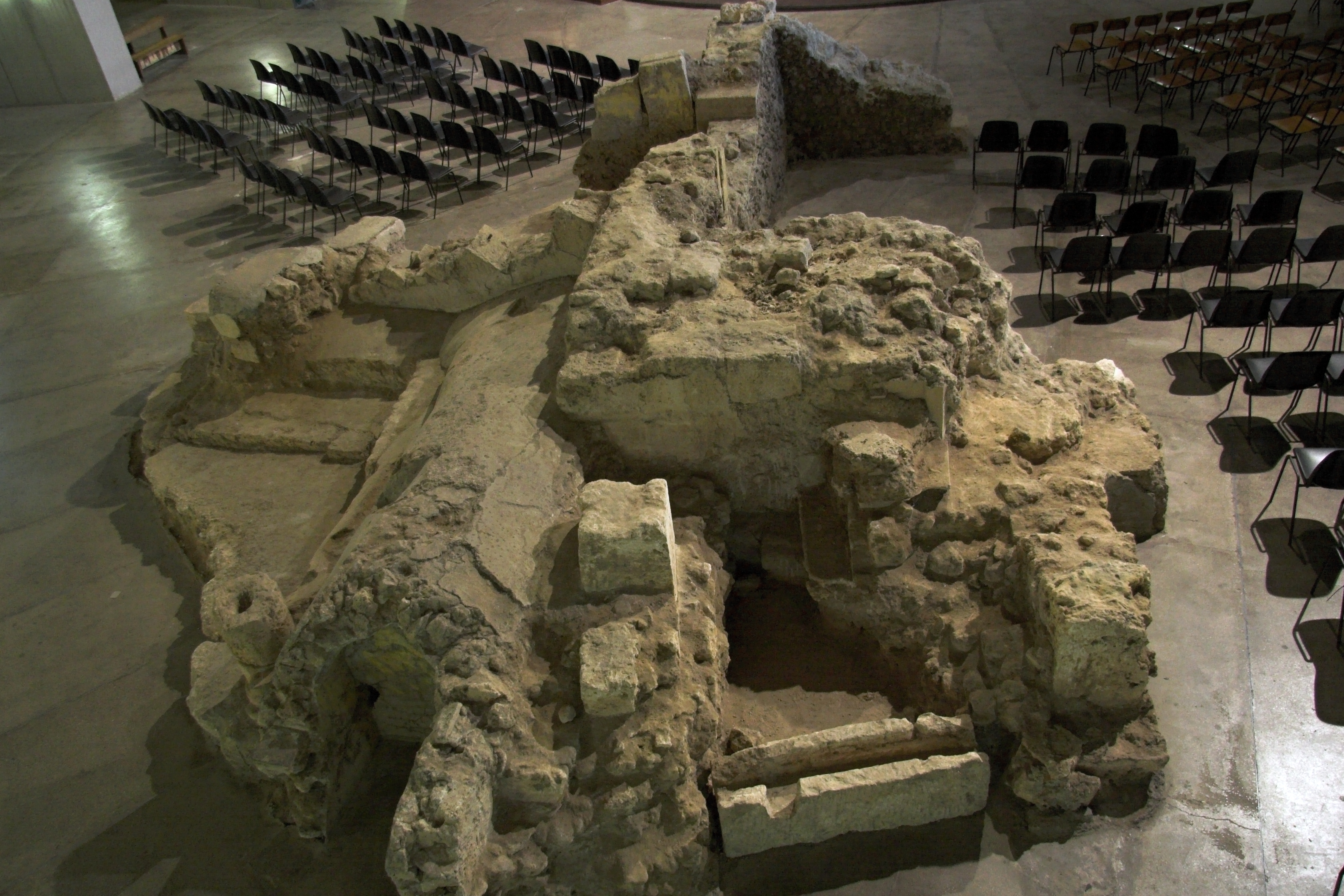
Vestige de l'ancien sanctuaire.

## Cinéma
Dans son documentaire Sicilia di sabbia, Massimiliano Perrotta consacre un chapitre à la modernité de la basilique-sanctuaire.